# Johann Matthias von der Recke zu Steinfurt
Johann Matthias von der Recke zu Steinfurt (* 6. März 1672; † 3. November 1739 in Drensteinfurt) war Landdrost im Hochstift Münster.

## Leben

### Herkunft und Familie
Als Sohn des Johann Dietrich von der Recke zu Steinfurt (1644–1688, Amtsdroste in Werne) und der Anna Sophia Elisabeth von Ascheberg zu Venne (1646–1680) geboren, entstammte Johann Matthias von der Recke zu Steinfurt der uralten westfälischen Adelsfamilie von der Recke.
Aus der Ehe mit Anna Maria von Plettenberg zu Lehnhausen (Tochter von Johann Adolph von Plettenberg und Franziska Theresia von Wolff-Metternich zur Gracht) stammten die Söhne Josef, Johann Friedrich Christian und Ferdinand Wilhelm. Nach Annas Tod heiratete er am 10. Februar 1709 Anna Adolfina von Wolff-Metternich zu Gracht. Sie hatten die Kinder Anna Maria Theresia, Franz Arnold, und Anna Maria Theresia (Äbtissin).

### Werdegang und Wirken
Am 19. November 1696 fand die Aufschwörung zur Münsterschen Ritterschaft statt. Zum Amtsdrosten des Amtes Werne wurde er am 29. Januar 1700 bestallt, nachdem er zuvor im Jahre 1689 für dieses Amt akzeptiert wurde. Bis zur Volljährigkeit (1693) stand er unter der Verwaltung seines Onkels Hermann. Die Ernennung zum Wirklichen Geheimen Rat fiel auf den 20. Juli 1707 und am 7. August 1717 wurde er in den Reichsfreiherrnstand erhoben.
Am 18. Juni 1719 wurde er Wirklicher Kriegsrat. Johann Matthias war auch Obriststallmeister.

### Erbstreitigkeiten
Im Jahre 1737 enterbte Johann Matthias seinen Sohn Ferdinand Wilhelm von der Recke zu Steinfurt, der gegen seinen Willen geheiratet hatte und einen verschwenderischen Lebensstil führte, und setzte ihn auf seinen Pflichtteil. Erbe wurde sein Halbbruder Franz Arnold. Als Johann Matthias 1739 starb, ließ Ferdinand Wilhelm die Enterbung gerichtlich überprüfen mit dem Ergebnis, dass das Reichskammergericht ihm 2/3 der Steinfurter Güter, Franz Arnold 1/3 der Güter zusprach.

### Ehrungen
- Großkreuzherr des St.-Michael-Ritterordens (13. Juli 1725)
- Aufnahme in die Reichsritterschaft in Schwaben, Franken und am Rheinstrom (4. März 1735)